# Bojszów
Bojszów (deutsch Boitschow, 1936–1945 Lärchenhag) ist ein Ort in der Gemeinde Rudziniec (Rudzinitz) im Powiat Gliwicki der Woiwodschaft Schlesien in Polen.

## Geschichte

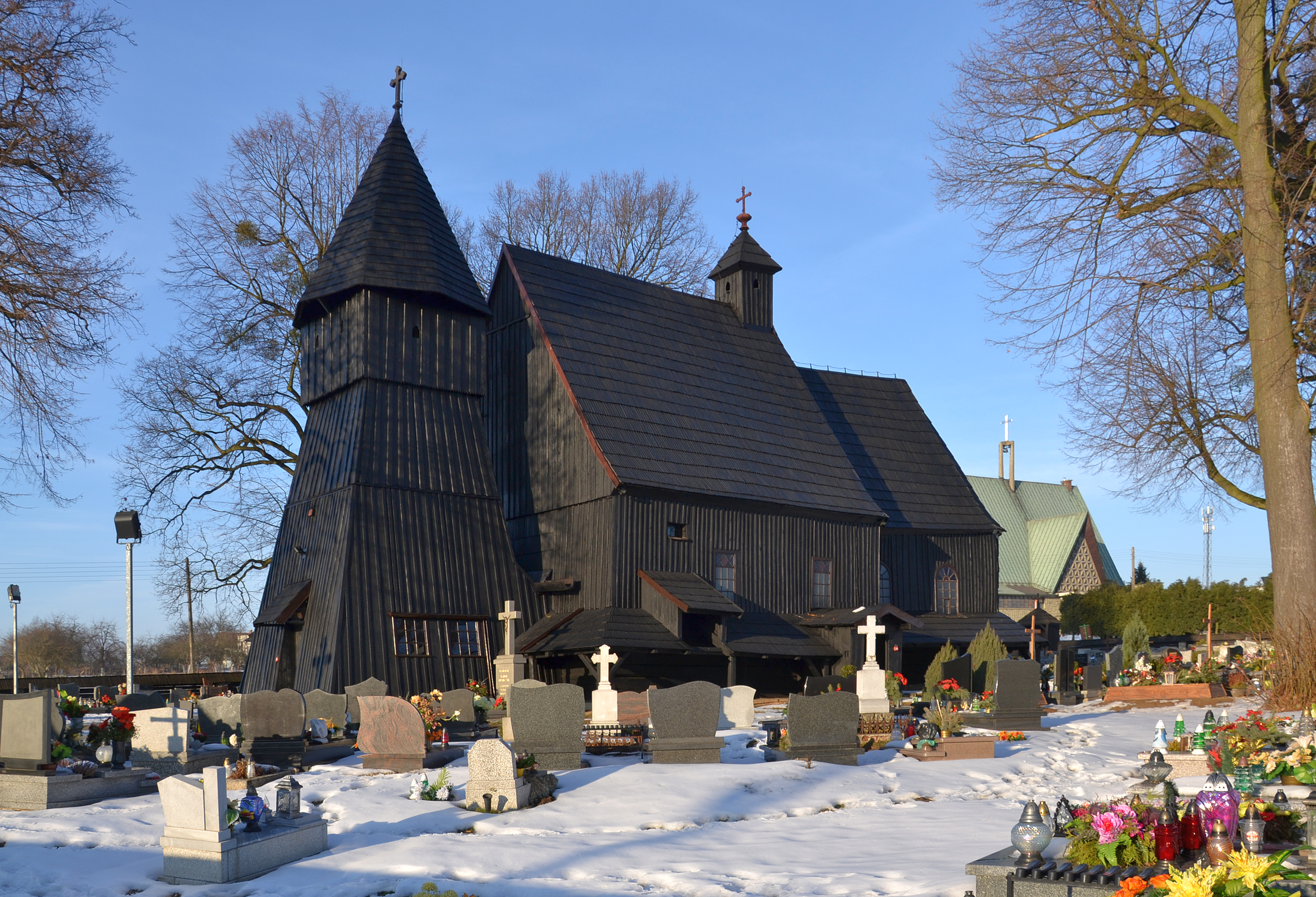
Allerheiligenkirche

Eine im Ort vorhandene Kirche wurde im 14. Jahrhundert erwähnt.
Erstmals urkundlich erwähnt wurde „Boytzow“ im Jahre 1783 in den „Beyträge(n) zur Beschreibung von Schlesien“. Damals gehörte es einer Gräfin Chorinsky und lag im Fürstentums Oppeln. Die Einwohnerzahl lag damals bei 182. Zudem waren vorhanden: ein Vorwerk, eine katholische Kirche, sechs Bauern und 23 Gärtner. 1865 bestand Boitschow aus einem Rittergut und einem Dorf. Der Ort hatte zu diesem Zeitpunkt fünf Bauernstellen, 16 Halbbauern, acht Viertelbauern, drei Ackerhäusler und 27 Angerhäusler sowie fünf Schaufel- und Mistgabelmacher, zwei Nagel- und Hufschmiede, drei Viehhändler, einen Viktualienhändler, einen Kretschmer und einen Wassermüller. Das Rittergut gehörte dem Adelsgeschlecht Seherr-Thoß, seit 1830 war es im Besitz des Herzogs Victor I. von Ratibor. 1805 wurde der in Ortsnähe verlaufende Klodnitzkanal eröffnet.
Bei der Volksabstimmung in Oberschlesien am 20. März 1921 stimmten vor Ort 180 Wahlberechtigte für einen Verbleib Oberschlesiens bei Deutschland und 270 für eine Zugehörigkeit zu Polen. Boitschow verblieb nach der Teilung Oberschlesiens beim Deutschen Reich. 1936 wurde der Ort im Zuge einer Welle von Ortsumbenennungen der NS-Zeit in Lärchenhag umbenannt. Bis 1945 befand sich der Ort im Landkreis Tost-Gleiwitz.
Als Folge des Zweiten Weltkriegs fiel Boitschow/Lärchenhag 1945 mit dem größten Teil Schlesiens an Polen. Nachfolgend wurde es in Bojszów umbenannt. Die einheimische deutsche Bevölkerung wurde, soweit sie nicht vorher geflohen war, weitgehend vertrieben. Die neu angesiedelten Bewohner waren teilweise Zwangsumgesiedelte aus Ostpolen, das an die Sowjetunion gefallen war.
Von 1945 bis 1950 gehörte Bojszów zur Woiwodschaft Schlesien, danach zur Woiwodschaft Katowice. Seit 1999 kam der Ort zum wiedergegründeten Powiat Gliwicki und zur Woiwodschaft Schlesien.

## Sehenswürdigkeiten
- Die Schrotholzkirche Allerheiligen steht auf einem Steinsockel, mutmaßlich aus dem Ende des 15. Jahrhunderts; der Kirchturm ist von 1719 mit einem 1947 angebrachten Anbau. Renovierungen erfolgten 1773, 1862 und 1905. Die Innenausstattung ist meist barock; das Weihwasserbecken spätgotisch.[5]
- Zwei Holztore am Friedhof

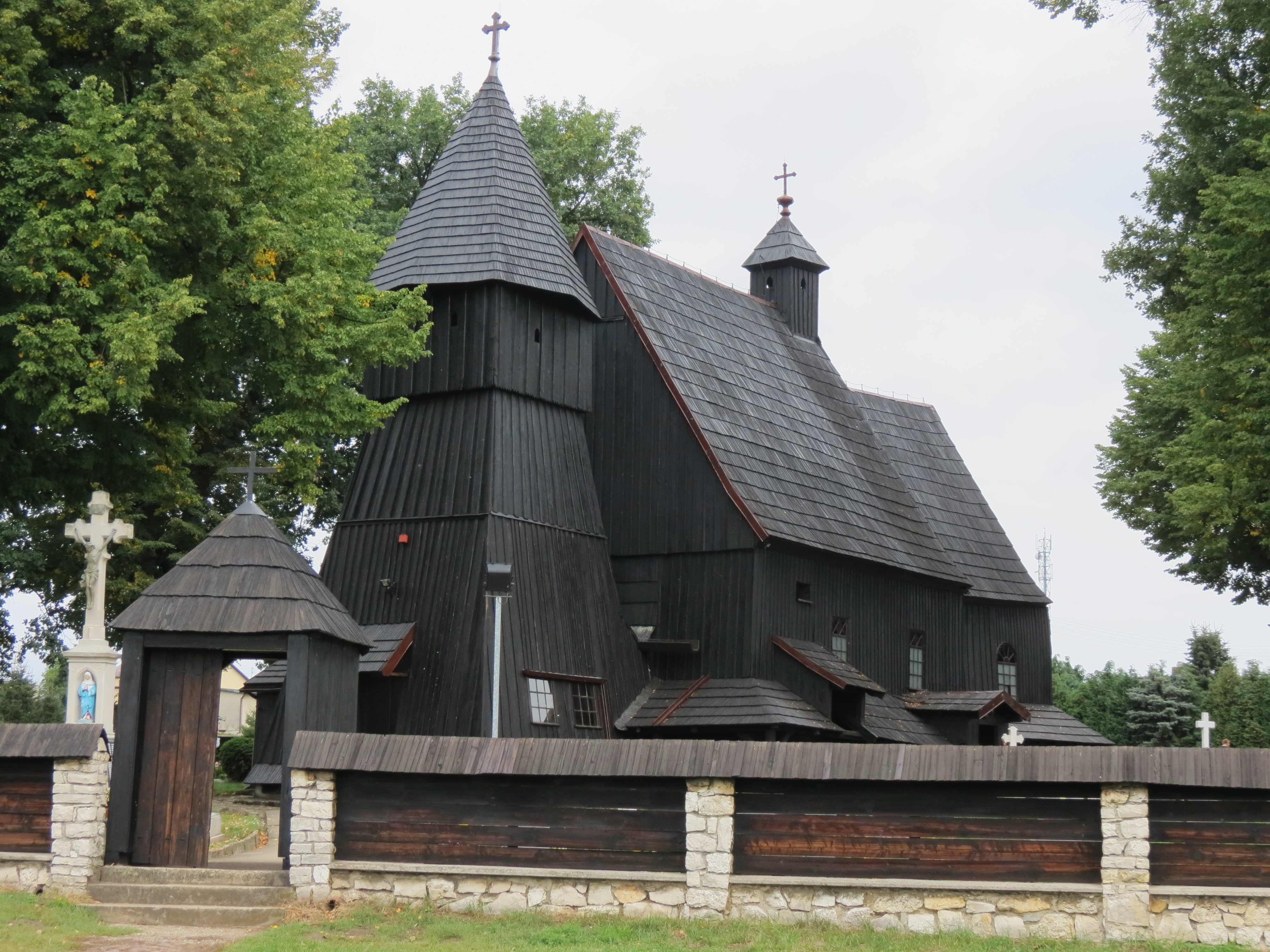
Allerheiligenkirche mit Eingangstor
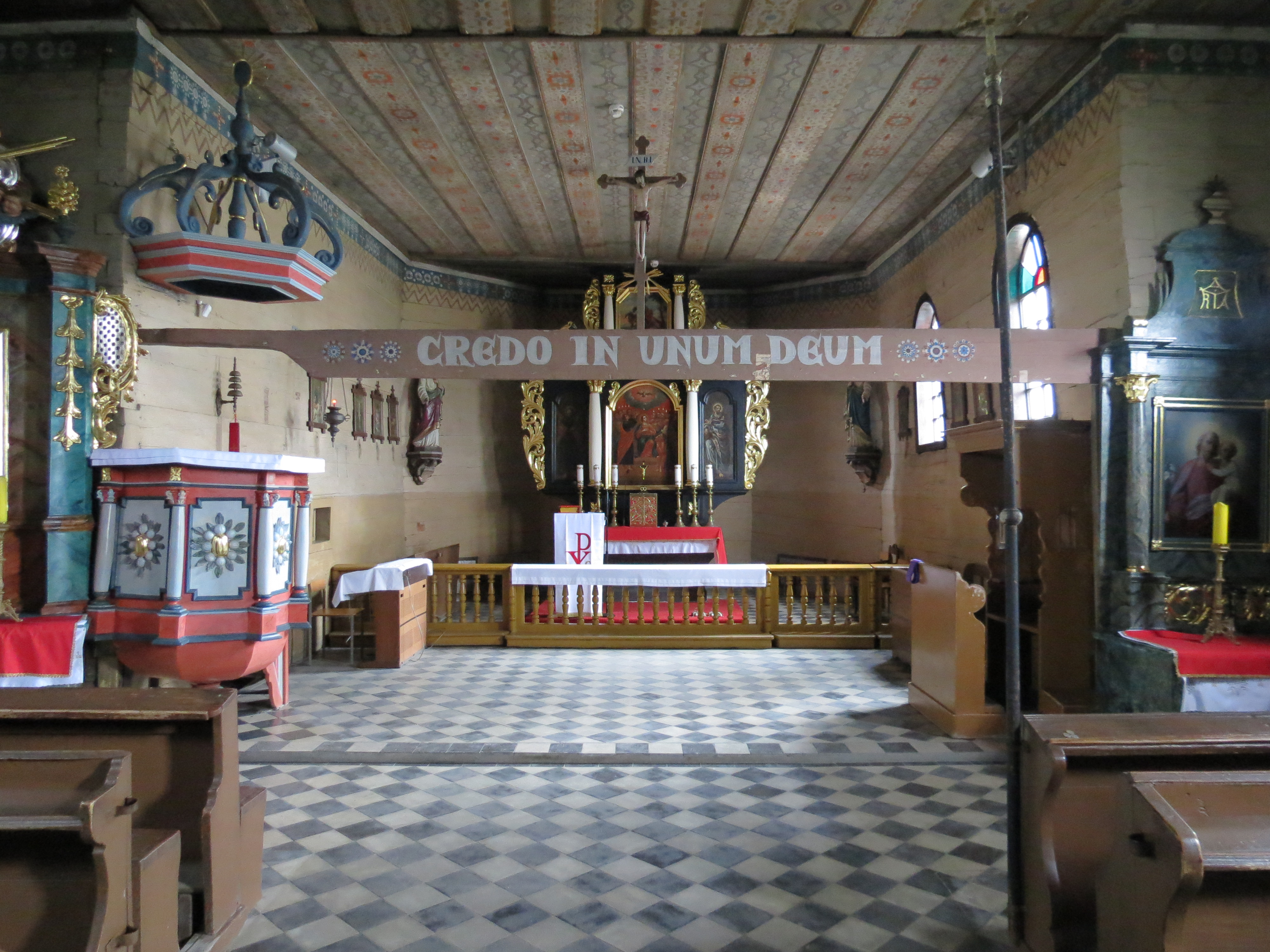
Kanzel und Hauptaltar
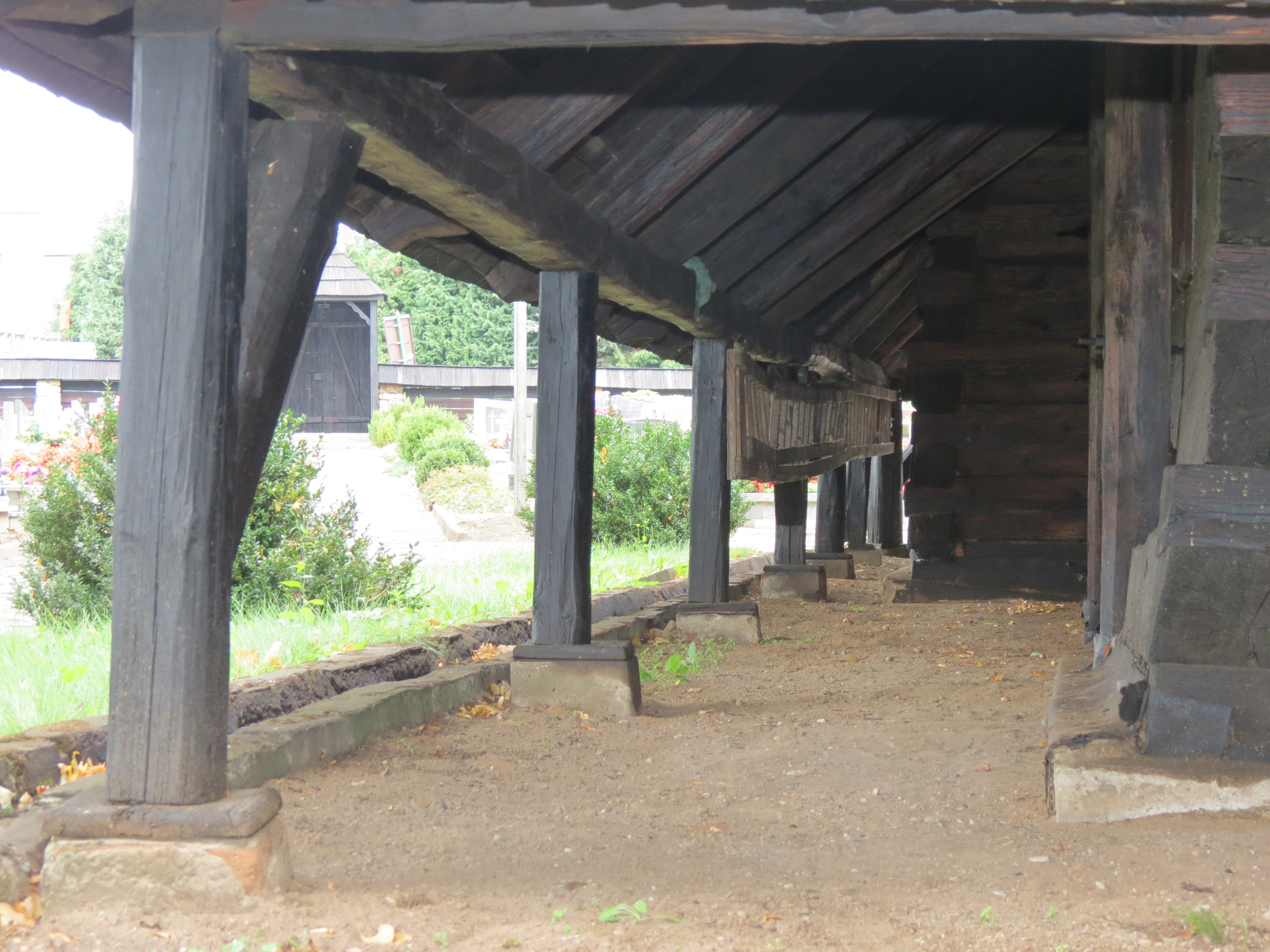
Bogengang mit Steinsockel
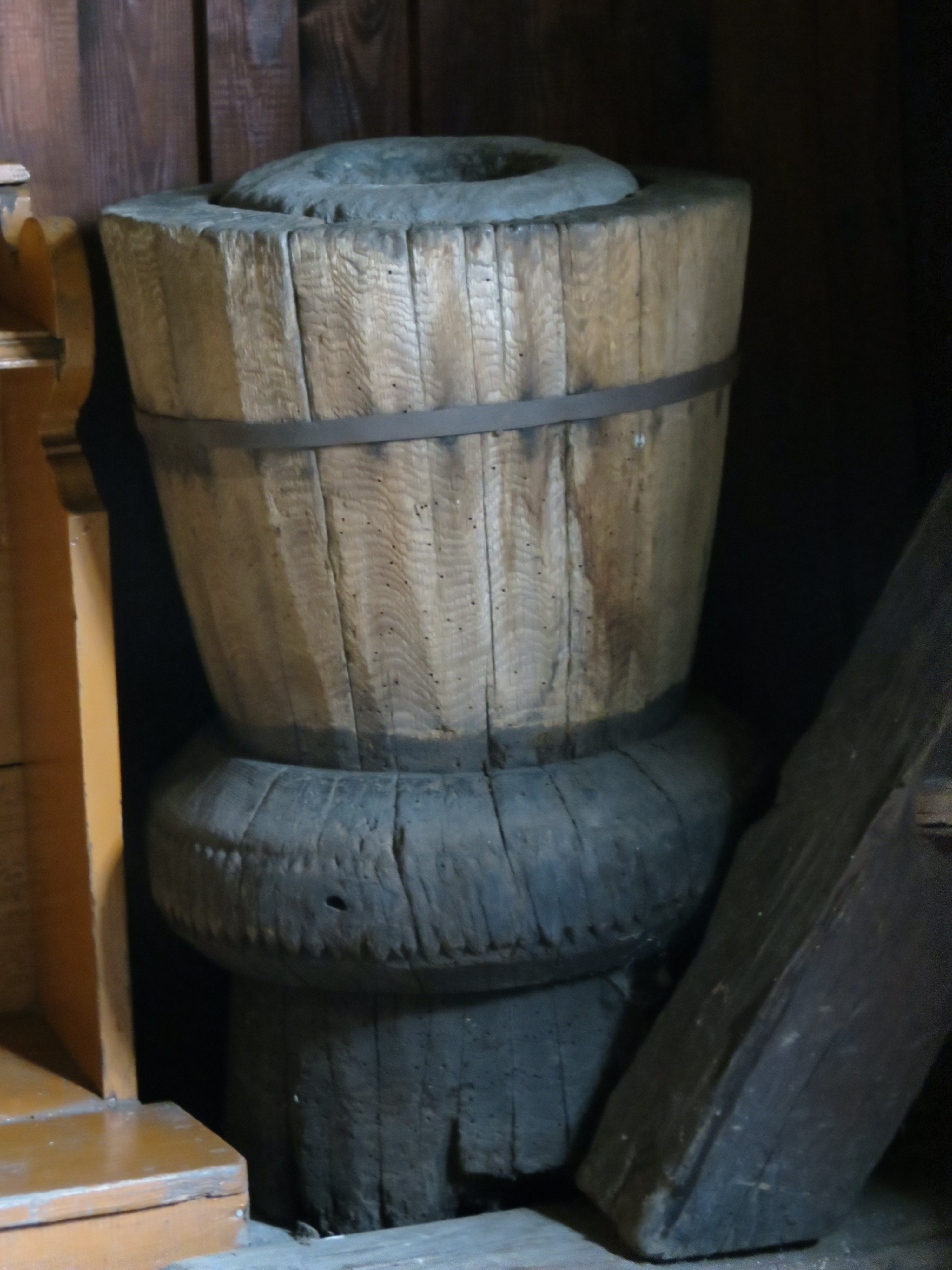
Weihwasserbecken